# Alonsoa soukupii
Alonsoa soukupii är en flenörtsväxtart som beskrevs av Lopez Guillen. Alonsoa soukupii ingår i släktet eldblommor, och familjen flenörtsväxter. Inga underarter finns listade i Catalogue of Life.